# Municipio de Fray Marcos
El municipio de Fray Marcos es uno de los 3 municipios del departamento de Florida, Uruguay. Tiene su sede en la localidad homónima.

## Ubicación
El municipio se encuentra situado en la zona sureste del departamento de Florida.

## Características
El municipio fue creado a iniciativa del intendente departamental -en ese entonces Carlos Enciso- quién presentó a la junta departamental el proyecto de decreto que crea el municipio de Fray Marcos. Esta iniciativa fue tomada de acuerdo a la Ley n.º 18567, que prevé la creación de municipios en todas aquellas localidades con más de 2000 habitantes, y que conformen una unidad con personalidad social y cultura.
Este municipio se corresponde con el distrito electoral QDD del departamento de Florida, dentro de la cual se encuentra incluida la localidad de Fray Marcos.

## Autoridades
La autoridad del municipio es el Concejo Municipal, compuesto por el Alcalde y cuatro Concejales.
| Nº | Alcalde              | Partido             | Inicio del mandato      | Fin del mandato         | Observaciones     | Concejales                                                                          |
| -- | -------------------- | ------------------- | ----------------------- | ----------------------- | ----------------- | ----------------------------------------------------------------------------------- |
| 1  | Ruben Felipe Frachia | Partido Nacional PN | julio de 2015           | 26 de noviembre de 2020 | Alcalde elegido   | Ernesto Pombo (PN) Eduardo Tapie Sima (PN) Stella Tucuna (PC) Ibrahin Blanchet (FA) |
| 2  | Stella Mary Tucuna   | Partido Nacional PN | 27 de noviembre de 2020 | 2025                    | Alcaldesa elegida | Ruben Frachia (PN) Martín Mónico (PN) Eduardo Tapie (PN) Sabrina Maqueira (FA)      |